# Landsdel Sjælland-Syddanmark
Landsdel Sjælland-Syddanmark er i forbindelse med folketingsvalg betegnelsen for en af tre landsdele. Den omfatter Sjællands Storkreds, Sydjyllands Storkreds og Fyns Storkreds med i alt 2.020.841 indbyggere (2010), hvilket gør den til den største af landsdelene.
Ved folketingsvalget 2007 var antallet af vælgere i landsdelen 1.491.955. De valgte 51 kredsmandater og 15 tillægsmandater. Ved det efterfølgende valg justeredes antallet af kredsmandater til 50, mens der skulle vælges 16 tillægsmandater.